# Лиелаусис, Ольгертс
Ольгертс Лиелаусис (в советское время Ольгерт Адольфович Лиелаусис; латыш. Oļģerts Lielausis; 2 сентября 1930, Злекская волость) — советский и латвийский физик. Действительный член Латвийской Академии наук (1992). Кавалер Большой медали Академии наук Латвии (1999). Emeritus учёный.

## Биография
Ольгертс Лиелауси родился в 1930 году в Злекской волости. Учился в Злекской начальной школе, затем в Вентспилсской средней школе.
В 1944 году, в возрасте 14 лет, стал свидетелем Злекуской трагедии (когда в декабре 1944 года военнослужащие зондеркоманды СД, в которую входили и бойцы Латышского легиона СС, убили в селе Злекас 160 мирных жителей по обвинению в сотрудничестве с партизанами).
В 1955 году окончил физико-математический факультет Латвийского государственного университета. В 1955 году Ольгертс начал работать в Институте физики АН Латвийской ССР как самый молодой научный сотрудник. В 1960 году где окончил аспирантуру в Институте физики АН Латвийской ССР. В 1962 году защитил диссертацию кандидата технических наук в Московском инженерно-физическом институте, в 1969 году получил степень доктора технических наук в Академии наук Латвийской ССР. С 1963 по 1993 год — заведующий лабораторией Института физики. В 1992 году стал хабилитированным доктором физики (Dr. habil. Phys.). С 1994 года работает в Институте физики; директор (1994—1997), советник директора (1998—1999), ведущий научный сотрудник (с 2000).

## Научная деятельность
Научные интересы были в области магнитогидродинамики и разработки технологий жидких металлов. Является автором 200 научных публикаций, в том числе 3 монографий, а также 13 соавторов изобретений СССР и 4 зарубежных патентов. В 1992 году избран в действительным членом Латвийской АН. В 1999 удостоен награды A/S Grindeks от Латвийской АН. В 1999 году, за значительный вклад в развитие магнитной гидродинамики и развитие технологий жидких металлов, был награждён высшей научной награды Латвии — Большой медалью Академии наук Латвии. В 1999 году был представлен к государственному званию Emeritus ученый.

## Работы
- О. Лиелаусис Гидродинамика жидкометаллических МГД-устройств; Рига : Зинатне, 1967
- О. Лиелаусис, Ю. Гельфгат, Э. Щербинин Жидкий металл под действием электромагнитных сил; Рига : Зинатне, 1976
- H.Branover, O.Lielausis «Hidraulikas pamati» (учебное пособие). Rīga, LVI, 1963